# Лантперт (герцог Баварии)
Лантперт (Ландберт, Ландфрид; нем. Lantpert, Landbert, Landfried; VII век) — герцог Баварии (не ранее 680 — не позднее 696) из династии Агилольфингов.

## Биография

### Происхождение
Основным историческим источником, повествующем о Лантперте, является житие святого Эммерама, написанное около 772 года Арибо Фрайзингским. Согласно этому источнику, Лантперт был сыном герцога Теодона I и его супруги Глейснот.

### Убийство святого Эммерама
В правление герцога Теодона I в Регенсбург прибыл священник Эммерам. Он три года жил при дворе герцога и был известен как приверженец строгого благочестия и целомудрия. Незадолго до того, как Эммерам отправился в паломничество в Рим, к нему пришла герцогская дочь Ута. Она рассказала святому, что беременна от Сигипальда, одного из придворных герцога. Боясь гнева отца, она тайно просила защиты у Эммерама. Тот посоветовал ей в случае необходимости сказать, что он является отцом её будущего ребёнка. Святой надеялся, что слава о его благочестии не даст Теодону I поступить жестоко ни с дочерью, ни с тем, кто её обесчестил. Когда же Эммерам отправился в поездку, при дворе стало известно о беременности Уты. Как и было условлено, та объявила, что отец её будущего ребёнка — Эммерам. Неизвестно, как отреагировал на эти слова герцог Теодон, но Лантперт пожелал отомстить за бесчестье сестры. Он настиг Эммерама в селении Хелфендорф, схватил его со словами «Приветствую, епископ и зять!», а после того как тот отказался сочетаться с Утой браком, подверг святого жестоким пыткам. От полученных ран святой вскоре скончался. На этом свидетельства жития о Лантперте и Уте заканчиваются.
Неизвестно, насколько данные «Жития Эммерама» Арибо Фрайзингского соответствуют исторической действительности. Предполагается, что бо́льшая часть содержащихся здесь сведений о гибели Эммерама носит легендарный характер. Вероятно, в житии автором были соединены достоверные сведения о ситуации в Баварии второй половины VII века с малоправдоподобными преданиями о мученичестве святого и сотворённых тем чудесах.

### Герцог Баварии
Вероятно, Теодон I скончался вскоре после гибели святого Эммерама. Так как точная дата этого события неизвестна (современные историки относят убийство к 680-м или 690-м годам), то этим же временем датируется и смерть герцога. В качестве возможных называются даты от 680 до 696 года, когда правителем Баварии уже был Теодон II.
Лантперт унаследовал власть над Баварией. Его сестра Ута, по предположению некоторых современных историков, была выслана в Италию, где её взял в жёны герцог Беневенто Гримоальд I, позднее ставший королём лангобардов. Однако это предположение, основанное на сообщении Павла Диакона о браке Гримоальда и некоей Иты, противоречит другим историческим источникам, и большинством историков считается малодостоверным.
Предполагается, что правление Лантперта не было продолжительным. Он был свергнут с престола и отправлен в изгнание к аварам, у которых и прожил до самой своей смерти. Его преемником стал Теодон II. Вероятно, это произошло не позднее 696 года, когда в правление герцога Теодона II в Баварию приехал святой Руперт.
Свидетельство одного из средневековых хронистов о том, что в XI веке в Германии всё ещё жили потомки герцога Лантперта, современные историки считают недостоверным.